# لوك أيلينج
لوك أيلينج (بالإنجليزية: Luke Ayling) مواليد 25 أغسطس 1991 في لندن، إنجلترا، هو لاعب كرة قدم إنجليزي يلعب مع نادي بريستول سيتي كمدافع.

## المسيرة الاحترافية

### أندية لعب لها
- نادي آرسنال
- نادي بريستول سيتي

## روابط خارجية
- لوك أيلينج على موقع قاعدة بيانات كرة القدم.إي يو (الإنجليزية)
- لوك أيلينج على موقع Soccerbase.com (لاعب) (الإنجليزية)
- لوك أيلينج على موقع Soccerway.com (الإنجليزية)
- لوك أيلينج على موقع عالم كرة القدم.نت (الإنجليزية)